# Gyükés
Gyükés Pécs egyik városrésze a Misina keleti oldalában. Korábban szőlőhegy és erdő volt. Jelenleg három részre tagolódik: Alsógyükés, Felsőgyükés és Középgyükés. A gyükési szőlőhegy keleti lankái áldozatul estek az 1960-as években megkezdett külfejtéses széntermelésnek. A külszíni bányászat megszűnése után itt is folyamatban van a táj helyreállítása (lásd például Karolina-külfejtés).
A szőlőhegy neve a pécsi bosnyák szőlősgazdák kiejtésében Gyukics. Pesty Frigyes adatközlő szerint: Részint meredek, részint mérsékelt fekvésű szőlőhegy. Nevét állítólag a gyümés albán szóból nyerte, mely ezüstöt jelent - gyanítható, hogy itt ezüst tartalmú ércköveket találtak. A Gyükés név feltehetően a gyökér (és a nyelvjárási gyükér) szavunkkal van kapcsolatban. A név arra utal, hogy itt egykor nagyobb erdőség lehetett. Az erdőirtás után a tuskók, gyökerek még sokáig a földben maradhattak; így vált a hegyoldal gyükeres, gyökeres területté, és ebből rövidülhetett a mai Gyükes formára. Ez a köznévi eredetű -s képzős melléknév vált tulajdonnévvé. Vagyis: gyüker > gyükeres > gyükes > gyükés.
Baranya megyében Beremenden van még Gyükés nevű hely.

## Fekvése
A pécsi vasútállomásról a 39-es helyi busszal juthatunk el Gyükésre.

## Története
Boszniából katolikusok, azaz bosnyák-horvátok tömegesen a török kiűzése (1686) után jöttek jobbágyként, Radonay Mátyás Ignác püspök szorgalmazására, először egyházi birtokokra, később világiakra is, részben bosnyák ferencesek vezetésével. Pécsre is települtek, a város Gyükés dűlőjében bosnyák szőlőművelőknek építették a Szent Bertalan kápolnát. 1848-ban bosnyák iparosok vállalták a Budai városrész őrzését, és ki is verték onnan a szerb granicsárokat.
A városrész területén 2004. december 31-én zárták be a külfejtést. A rekultiváció 6 évig tartott.

## Bertalan-kápolna
A Bertalan-hegyen álló kápolnát 1749-ben építették egy ott lakó remete kezdeményezésére. Felette van a Bertalan-szikla és a Bertalan-kilátó. Régen híres búcsújáró hely volt. A kápolnához sokan elzarándokoltak a közeli falvakból Bertalan napján. (A horvátok barolovo néven tartották számon ezt az ünnepet.)
A Szent Bertalan templom egykor a mai Széchenyi téren lévő Belvárosi templom helyén állt. A török hódoltság idején ennek köveiből épült Gázi Kászim pasa dzsámija. A burgundiai Gros családból származó Brancioni Bertalan 1219-1251 között, tehát több, mint három évtizedig volt Pécs püspöke. Szent Bertalan szőlője lehetett az alapja annak, hogy Pécs keleti határrészében épült fel 1749-ben a Bertalan névre szentelt barokk kápolna.

## Külső hivatkozások
- www.gyukes.hu